# Еткары (платформа)
Еткары — остановочный пункт Приволжской железной дороги на
линии Ртищево — Саратов, расположен в Екатериновском районе Саратовской области. Осуществляется пригородная перевозка пассажиров.

## История
Основан в 1894 году как разъезд Рязано-Уральской железной дороги. Проводились товарные операции сезонно, с сентября по апрель.

## Деятельность
Грузовые и пассажирские операции не производятся.